# راني يحيى
راني يحيى (بالبرتغالية: Rani Yahya) هو فنان قتال مختلط برازيلي، ولد في 12 سبتمبر 1984 في برازيليا في البرازيل.

## وصلات خارجية
- راني يحيى على موقع يو إف سي (الإنجليزية)
- راني يحيى على موقع شيردوغ (الإنجليزية)
- راني يحيى على موقع Tapology.com (الإنجليزية)
- راني يحيى على موقع IMDb (الإنجليزية)